# إليزابيت بورشرس
إليزابيت بورشرس (بالألمانية: Elisabeth Borchers)‏ (ولدت في هومبرج في منطقة الراين السفلى في فبراير 1926) هي أديبة وشاعرة ألمانية.

## حياتها
نشأت إليزابيت بورشرس في هومبرج, وكانت تعيش في فترة الحرب عند جديها في نيدربرون. وعملت بورشرس مترجمة لدى قوات الاحتلال الفرنسي من عام 1945 حتى 1954.
ثم أقامت في الولايات المتحدة من عام 1958 حتى 1960. وقد عملت بعد ذلك في العديد من دور النشر، حتى عام 1998.

## أدبها
كتبت إليزابيت العديد من المجموعات الشعرية، إلى جانب العديد من كتب الأطفال. وقد اشتهرت بصفة خاصة، بإعدادها لمختارات أدبية عديدة.
وهي عضو في مركز بن PEN في جمهورية ألمانيا الاتحادية، وكذلك عضو في أكاديمية العلوم والفنون في ماينتس, وأيضا في الأكاديمية الألمانية للغة والشعر في دارمشتات.

## جوائز حصلت عليها
حصلت إليزابيت بورشرس على العديد من الجوائز الأدبية، منها: جائزة روزفيتا في عام 1976 في مدينة باد جاندرسهايم, وجائزة فريدريش هولدرلين في مدينة باد هومبورج في عام 1986, وحصلت على صليب الاستحقاق الاتحادي الكبير في عام 1996.

## أعمالها
1. قصائد 1961
2. ليلة ثلجية 1965
3. رحلة مع صأمويل 1967
4. المائدة التي نجلس عليها 1967
5. البيت الأحمر في مدينة صغيرة 1969
6. قصائد 1976
7. رسائل إلى سارة 1977
8. حكاية على الأرض 2002
9. عوالم الأضواء 2003

## مواقع خارجية
- إليزابيت بورشرس على موقع مونزينجر (الألمانية)
- Überblick zu Texten von und über Elisabeth Borchers im Internet
- Ausstellung Elisabeth Borchers - Leben und Werk[وصلة مكسورة]
- https://web.archive.org/web/20070610201159/http://www.ub.uni-frankfurt.de/poetik/borchers.html
- https://web.archive.org/web/20070517182606/http://www.lyrikwelt.de/autoren/borchers.htm
- http://www.suhrkamp.de/autoren/autor.cfm?id=512
- https://web.archive.org/web/20070218203930/http://www.literaturhaus.at/autoren/F/fried/gesellschaft/mitglieder/borchers/
- https://web.archive.org/web/20071001060549/http://www.hr-online.de/website/rubriken/kultur/index.jsp?rubrik=5710&key=standard_document_19156194